# Francesco Appiani
Pour les articles homonymes, voir Appiani (homonymie).

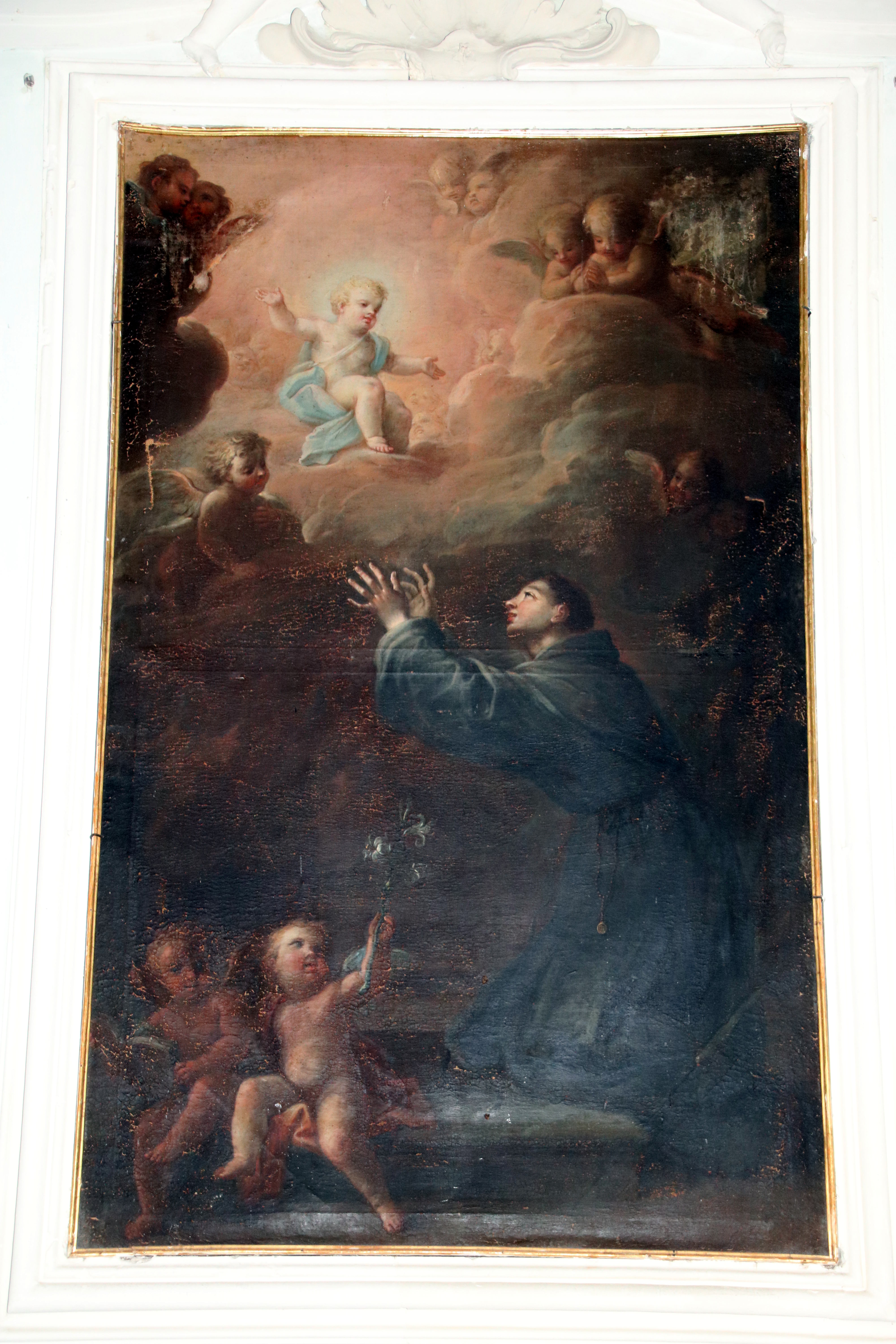
Francesco Appiani, Saint François de Padoue adorant l'Enfant, Église de San Francesco (Bevagna)

Francesco Appiani  (né le 29 janvier 1704 à Ancône dans les Marches, mort le 2 mars 1792  à Pérouse) est un peintre italien de la période baroque actif principalement à Rome et Pérouse au XVIIIe siècle.

## Biographie
Francesco Appiani est né à Ancône en 1704. Élève de Domenico Simonetti, il s'est ensuite rendu à Rome pour étudier auprès de Francesco Trevisani, Francesco Mancini et Giovanni Paolo Pannini.
Il a principalement travaillé à Pérouse. Parmi ses œuvres, on trouve une Mort de San Domenico peinte pour l'église de San Sisto Vecchio. Il est connu pour un retable de la cathédrale de Pérouse. Il a également peint des lunettes pour l'église d'un couvent bénédictin dédié aux femmes déchues. Il est mort à Pérouse le 2 mars 1792,  âgé de 88 ans.

## Œuvres
Parmi ses œuvres on distingue un  San Domenico peint pour l'église San Sisto Vecchio à Florence, et pour ses travaux à Pérouse et à la Basilique Sainte-Marie-des-Anges d'Assise.